# Gnomenfisch
Der Gnomenfisch (Scombrops boops) ist ein Salzwasserfisch aus der gleichnamigen monogenerischen Familie (Scombropidae) und zählt zur Ordnung der Pempheriformes.

## Merkmale
Gnomenfische erreichen eine Körperlänge von etwa 50 bis 60 cm. Bei gutem Nahrungsangebot werden einzelne Individuen bis zu 150 cm lang und können ein Gewicht von bis zu 16 kg aufweisen. Während Jungfische noch rauchig silbern sind, sind adulte schwarz. Die 13- bis 14-strahlige Rückenflosse weist 9 bis 10 Flossenstacheln auf, 3 Flossenstacheln kann man an der 12- bis 13-strahligen Analflosse zählen.

## Vorkommen
Gnomenfische bewohnen den südöstlichen Atlantik nahe Südafrika und den Indopazifik von Südafrika und Mosambik bis nach Japan und dem Ostchinesischen Meer. Jungfische halten sich im flacheren Küstengewässer auf, adulte bevorzugen Felsregionen bis in Tiefen von 400 m. 

## Lebensweise
Gnomenfische fressen kleinere Fische, Krebstiere und Kopffüßer. Die Laichzeit der Gnomenfische findet von Oktober bis März statt.

## Nutzung
In der japanischen Küche finden Gnomenfische (Mutsu) als Sashimi, Nitsuke, Teriyaki und in Misosuppe Verwendung. Als am schmackhaftesten gelten während der kälteren Jahreszeit gefangene Fische, die einen höheren Fettgehalt aufweisen.